# Институт Аттикус
«Институт Аттикус» (англ. The Atticus Institute) — американский фильм ужасов режиссёра Криса Спарлинга. В США фильм вышел 23 января 2015 года.

## Сюжет
Генри Уэст основал институт Аттикус, который занимается исследованием людей с паранормальными способностями — телекинез, телепатия и т. п. За всю его деятельность Уэст видел много разных случаев, но с появлением женщины Джудит Уинстед, всё что он видел ранее стало малозначительным. Сотрудники института были поражены ее сверх способностями, что привлекло внимание военных США, и дальнейшие исследования проводились под контролем армии. Все дальнейшие исследования Джудит дали понять докторам, что ее способности это происки дьявола и потусторонних сил, которые находились внутри женщины. Военные решают использовать Джудит в качестве оружия. Но вскоре они понимают, что не со всякой властью они могут справиться.

## В ролях
- Риа Килстедт — Джудит Уинстед
- Уильям Мэйпотер — доктор Генри Уэст
- Шэрон Мофан — Сьюзан Горман
- Гарри Гронер — Лоуренс Хено
- Джон Рубинштейн — Маркус Вилер
- Джулиан Акоста — молодой Роберт Кепп
- Лу Битти мл. — Даррел Прайс
- Энн Бетанкур — Джоанн Брео
- Ивар Броггер — терапевт
- Джейк Карпентер — Норман Леклер